# Batalla de Carres
La batalla de Carres va ser una important batalla que succeí l'any 53 aC entre l'exèrcit romà sota el comandament del general Marc Licini Cras, governador de Síria en aquells moments, i l'exèrcit part del general Surenes. Aquesta batalla va ser una de les derrotes més greus que va sofrir la República romana.

## Batalla
Els parts van utilitzar únicament la cavalleria pesant armada amb llances, els catafractes i arquers a cavall, per a derrotar la infanteria pesant romana. Surenes, sabedor de les seves limitacions, va evitar un atac directe contra l'exèrcit romà; en què els arquers a cavall llançaven a una distància segura i sense aturador una pluja de sagetes sobre la densa formació de legionaris romans, obligant-los literalment a enganxar-se al terra i a protegir-se amb els seus escuts. El tipus d'arc compost utilitzat per els parts, més gran i d'una curvatura major que l'assiri, permetia llançar la sageta a gran velocitat i travessar les cuirasses romanes. Per tal de mantenir un llançament continuat de projectils sobre l'exèrcit romà van utilitzar camells per abastir constantment de sagetes als arquers. Els intents dels romans per perseguir els arquers resultaven infructuosos, ja que aquests s'allunyaven a gran velocitat.
En adonar-se que la situació era insostenible, Cras va ordenar al seu fill Publi Licini Cras que carregués amb la seva cavalleria i infanteria sobre els parts; els quals van fingir una retirada disparant sagetes cap enrere mentre fugien (el sabut com tir part) i així van allunyar el desprevingut Publi de la resta de l'exèrcit romà. En nombre superior, els catafractes van caure-hi a sobre. Però en comptes d'atacar directament, cavalcaren en formació de cercle Càntabre al voltant dels romans; així aixecaven polseguera i augmentaven la confusió dels soldats, que no podien lluitar amb eficàcia a causa de la seva atapeïda formació. Els arquers van tornar a llançar sagetes sobre una aïllada infanteria romana, la qual va tornar a protegir-se amb els seus grans escuts de la pluja de projectils. Veient el caire que estava prenent la batalla Publi va ordenar els seus genets que ataquessin els catafractes. La cavalleria lleugera gal·la, malgrat la seva empenta, no va poder fer res contra les llances i cuirasses dels parts i a poc a poc va sucumbir d'esgotament per la set i la calor.
Durant l'enfrontament amb els parts aquests van matar Publi i van enfilar el seu cap en una llança, a la vista del gruix de les tropes romanes. Un cop aixafades les forces del fill de Cras, Surenes va llançar la seva cavalleria contra la resta de les legions romanes, i va obligar-les a cenyir-se a un espai limitat sota una pluja interminable de milers de sagetes. A poc a poc els legionaris anaven caient i només els va salvar el fet que els parts van refusar lluitar de nit.
Cras va aprofitar aquesta oportunitat per a replegar-se a Carres amb les tropes sanes, tot i deixar quatre mil ferits al camp de batalla; els quals van ser massacrats pels parts a l'alba. A la nit següent, obviant la relativa seguretat de Carres, Cras va optar per fugir de l'assetjada ciutat cap a l'oest, aprofitant de nou el costum part de no combatre a la caiguda del sol. Per a això es va ajudar d'un guia local que en realitat era un espia dels parts, el qual va conduir mitjançant enganys el que quedava de l'exèrcit romà, per un terreny que dificultava l'avanç, cap al gruix de l'exèrcit part. Cinc-cents genets al comandament de Gai Cassi Longí, en aquell temps qüestor, i cinc mil legionaris romans, desconfiant del guia, van desertar i ells mateixos es dirigiren cap a l'oest. La resta dels confiats es van trobar l'endemà al matí amb l'exèrcit de Surenes, que els va oferir parlamentar. Pressionat per els seus soldats Cras es va veure obligat a acceptar l'oferta. Durant la trobada, aquest i una part de la delegació romana van ser capturats i executats.
L'exèrcit romà va ser massacrat i uns deu mil, la meitat, van preferir rendir-se esperant que se'ls perdonés la vida, coneguda des d'aleshores com la Legió perduda. Altres van optar per escapar al vespre cap a Síria.
El cap de Cras va ser exhibit a la cort de Orodes II i els set estendards romans exposats en els temples de Pàrtia. Tres dècades després, el 19 aC, l'emperador August va negociar la devolució d'aquests i el retorn dels captius que havien sobreviscut.
És en aquesta part on la realitat es confon amb la llegenda en intentar discernir la destinació dels deu mil legionaris esclavitzats de l'expedició de Cras que alguns suggereixen que van constituir la legió perduda esmentada per Plutarc i Plini i que reapareixeria a la Xina l'any 36 aC en la batalla de Zhizhi.

## Repercussions
A Roma la principal conseqüència de la batalla va ser la mort de Cras i per conseqüència la desaparició del Primer Triumvirat. Amb la desaparició del primer triumvirat el camí estava preparat per l'inici de la guerra civil entre Juli Cèsar i Pompeu.
Una altra de les implicacions fou el fet que a Europa s'obrís a un nou material: la seda. Els romans que van sobreviure a la batalla van descriure haver vist unes banderes de teixit brillant utilitzades pels parts mentre els perseguien.